# VBO
VBO (od ang. vertex buffer object) – rozszerzenie OpenGL umożliwiające tworzenie obiektów zawierających opis geometrii. Pozwala na szybkie renderowanie sceny i znacznie zwiększa wydajność aplikacji.
W uproszczeniu odnośna procedura polega na jednorazowym przekazaniu sterownikowi graficznemu tablic zawierających współrzędne wierzchołków, wektory normalne, mapowanie tekstury, kolory i tym podobne dane, a następnie posługiwaniu się numerami tych tablic podczas renderowania poszczególnych obiektów w kolejnych klatkach.